# Eddy Treijtel
Eduard Willem Treijtel (Rotterdam, 1946. május 28. –) holland válogatott labdarúgókapus.
A holland válogatott tagjaként részt vett az 1974-es világbajnokságon.

## Sikerei, díjai
Feyenoord
- Holland bajnok (3): 1968-69, 1970-71, 1973-74
- Holland kupagyőztes (1): 1968–69
- BEK győztes (1): 1969–70
- UEFA-kupa győztes (1): 1973–74
- Intertotó-kupa győztes (1): 1973
- Interkontinentális kupa győztes (1): 1970

AZ
- Holland kupagyőztes (1): 1980–81, 1981–82

Hollandia
- Világbajnoki ezüstérmes (1): 1974

## Statisztika

### Mérkőzései a holland válogatottban
| Hollandia | Hollandia         | Hollandia                     | Hollandia | Hollandia | Hollandia      | Hollandia    | Hollandia | Hollandia |
| #         | Dátum             | Helyszín                      | Hazai     | Eredmény  | Vendég         | Kiírás       | Gólok     | Esemény   |
| --------- | ----------------- | ----------------------------- | --------- | --------- | -------------- | ------------ | --------- | --------- |
| 1.        | 1969. október 22. | Rotterdam, Feijenoord Stadion | Hollandia | 1 – 1     | Bulgária       | vb-selejtező | -         |           |
| 2.        | 1969. november 5. | Amszterdam, Olimpiai Stadion  | Hollandia | 0 – 1     | Anglia         | barátságos   | -         |           |
| 3.        | 1970. január 28.  | Tel-Aviv, Bloomfield stadion  | Izrael    | 0 – 1     | Hollandia      | barátságos   | -         |           |
| 4.        | 1974. június 5.   | Rotterdam, Feijenoord Stadion | Hollandia | 0 – 0     | Románia        | barátságos   | -         |           |
| 5.        | 1976. október 13. | Rotterdam, Feijenoord Stadion | Hollandia | 2 – 2     | Észak-Írország | vb-selejtező | -         |           |
|           | Összesen          |                               |           | 5         | mérkőzés       |              | 0         | gól       |